# Силакога (метеорит)
Силакога (англ. Sylacauga) — перший в історії метеорит, влучання якого в людину було задокументовано.
Метеорит, який являв собою звичайний хондрит, вагою 3,86 кг, впав 30 листопада 1954 р. у місті Силакоґа, округ Талладеґа штат Алабама, США. Його було видно в небі з трьох штатів, попри те, що пролітав атмосферу він пізнім ранком.
Метеорит розміром з апельсин пробив дах будинку, що належав Енн Елізабет Годжес (1923—1972). Він влучив у великий дерев'яний радіоприймач і рикошетом вдарив господиню, яка дрімала у вітальні на дивані, по руці і стегну. Удар був сильним, але серйозних ушкоджень вона не зазнала. Саме тому іноді вживається альтернативна назва для цього метеорита — Hodges, за прізвищем постраждалої.
Цей випадок вважається першим задокументованим випадком, коли позаземний об'єкт влучив у людину.

## Подальший перебіг подій
ВПС США конфіскували метеорит. Але сім'я постраждалої найняла адвоката, щоб відсудити метеорит, розраховуючи продати його, а за виручені гроші відремонтувати розбитий дах. Спочатку надходили пропозиції про купівлю метеорита за 5500 доларів, але через рік, коли метеорит нарешті повернули родині, ажіотаж покупців зник. Урешті-решт Енн Годжес, попри бажання свого чоловіка продати космічну каменюку, пожертвувала його до музею природничої історії Університету Алабами в місті Таскалуса, де він зберігається й понині.
1964 року подружжя Годжес розлучилося, і вони обоє погодилися, що емоційний вплив і незручності, спричинені метеоритом, були чинниками розлучення і сказали, що вони хотіли б, аби його не було. Здоров'я Енн Годжес погіршилося і 1972 року вона померла. За благодійність Енн Годжес поховали на кладовищі баптистської церкви.
Наступного дня після падіння метеорита, 1 грудня 1954 р., Джуліус К. Мак-Кінні, фермер, який жив неподалік від Годжес, знайшов другий фрагмент метеорита вагою 1,68 кг на середині ґрунтової дороги, поблизу свого будинку. Він зумів продати свій шматок до Смітсонівського інституту, а виручених грошей вистачило, щоб купити невеликий шматок землі, будинок та старий автомобіль.

## Уламки
Після входження в атмосферу метеорит Sylacauga розщепився щонайменше на три шматки:
1. Уламок Hodges (3.86 кг — 33°11′18.1″ пн. ш. 86°17′40.2″ зх. д. / 33.188361° пн. ш. 86.294500° зх. д.) поцілив у будинок Енн Елізабет Годжес, і в неї саму.
2. Уламок McKinney (1.68 кг — 33°13′08.4″ пн. ш. 86°17′20.7″ зх. д. / 33.219000° пн. ш. 86.289083° зх. д.) був виявлений наступного дня, 1 грудня 1954 року Джуліусом Кемпісом Мак-Кінні, африкано-американським фермером, який продав знайдений осколок заради купівлі будинку та додаткової площі поля.
3. Третій фрагмент, як вважається, приземлився десь поблизу Чайлдерсберга (кілька кілометрів на північний захід від Оук-Ґроув).

## Орбіта
Метеороїд наблизився до Землі із сонячного боку, тож зіткнення відбулось тоді, коли він минув точку перигелію і прямував у напрямку від Сонця. Шляхом розрахунків траєкторії орбіти, за найімовірнішого кандидата, як батьківське тіло, був визначений астероїд 1685 Торо.